# Nuova Zelanda ai XVI Giochi olimpici invernali
La Nuova Zelanda partecipò ai XVI Giochi olimpici invernali, svoltisi ad Albertville, Francia, dall'8 al 23 febbraio 1992, con una delegazione di 6 atleti impegnati in due discipline.